# Lennart Strand
Lennart Strand, född 13 juni 1921 i Malmö, död 23 januari 2004 i Slottsstadens församling, Malmö, var en svensk pianist och medeldistanslöpare som vann silver på 1 500 meter vid OS i London 1948. Han tillhörde världens främsta medeldistanslöpare under senare delen av 1940-talet och vann EM 1946. Under sin löparkarriär erövrade han sex individuella SM-titlar – fem på 1 500 meter 1945-1950 och en i terräng 1950.
Lennart Strand var även världsrekordhållare på distansen från 15 augusti 1947 med tiden 3.43,0. Detta var vid denna tid en avrundat resultat från 3.42,9 eftersom "udda tiondelar" inte fick noteras, så höjdes den officiella tiden till 3.43,0. Tre år tidigare hade även Gunder Hägg noterats för denna tid vid ett lopp i Göteborg. Rekordet tangerades på nytt den 29 juni 1952 av Werner Lueg, Västtyskland. Det sänktes 1954 till 3.42,8 av Wes Santee, USA,
Lennart Strand utsågs 1947 till Stor grabb nummer 122 i friidrott. Inhemskt tävlade han för Malmö AI. Han är begravd på Limhamns kyrkogård i Malmö.

## Meriter
- 1945: Vann SM-guld på 1 500 meter (3.47,6).
- 1945: Var med i Malmö AI:s lag som satte Världsrekord i stafett 4 x 1 500 meter (med Gösta Jacobsson, Sven Stridsberg och Gunder Hägg). Tidigare rekord innehades av Brandkårens IK, Stockholm. Rekordet slogs 1947 av Gefle IF.
- 1946: Var med i svenska landslagets stafettlag på 4 x 800 meter som slog Tysklands världsrekord från 1941. Övriga deltagare var Tore Sten, Olle Lindén och Stig Lindgård. Rekordet fick man behålla till 1953 då UDA, Tjeckoslovakien slog det.
- 1946: Vann vid EM i friidrott i Oslo guld på 1 500 meter på 3.48,0 före Henry Eriksson.
- 1946: Vann SM-guld på 1 500 meter (3.48,2).
- 1947: Tangerade Gunder Häggs världsrekord på 1 500 meter (3.43,0) från 1944. Världsrekordet slogs 1954 av tysken Werner Lueg, det svenska rekordet slogs 1956 av Dan Waern.
- 1947: Vann SM-guld på 1 500 meter (3.49,6).
- 1949: Vann SM-guld på 1 500 meter (3.45,2).
- 1950: Vann SM-guld på 1 500 meter (3.47,0) samt terränglöpning 4 000 meter.